# Transnacionální vztahy
Transnacionální vztahy jsou vazby, které se vytváří při transnacionální migraci. Jedná se o teorie, které předpokládají, že tzv. transmigranti (lidé, kteří opouštějí svou domovskou zemi a směřují do jiné) se po přesídlení do nového domova nevzdávají sociálních, ekonomických, kulturních a politických vztahů s domovem původním. To znamená, že současně vytvářejí a udržují domovy dva. Transmigranti si utvářejí svojí identitu skrze dva paralelní procesy – začleňují se do přijímací společnosti a zároveň udržují přes-hraniční vazby. Jsou tedy doma „tam“ i „zde“. V tomto se transnacionální migrace liší od tzv. vymístění, kdy naopak jedinec není doma ani „zde“ ani „tam“ a může mu být odepřeno například občanství či status plnoprávných osob. 
Touto teorií se zabývali např. Linda Basch, Nina Glick-Schiller, Cristina Szanton-Blanc, Katy Gardner, Roger Rouse nebo Michael Kearney.

## Historie
V 70. letech 20. století ve Velké Británii existovaly dva přístupy ke zkoumání migrace a problémů s ní spojených. Makro-sociologický přístup viděl jejich zárodky ve společenském postavení imigrantů ovlivněném i rasismem přijímající společnosti. Naproti tomu přívrženci sociálně-antropologického přístupu se domnívali, že přistěhovalci jsou „lapeni mezi dvěma kulturami“, čímž v podstatě předznamenávali vznik teorie transnacionální migrace. Za cíl si kladli rozpoznat, jak velkou roli v procesu imigrace hraje etnická identita přistěhovalců.
Teorie transnacionální migrace se začala formovat v 90. letech, přičemž vznikaly různé interpretační teorie. Každá oblast sociálních věd totiž vytvářela svůj vlastní koncept a teorii transnacionální migrace. Jiný přístup k mezinárodní migraci nalezneme u sociologie, antropologie, ekonomie, politologie a práva.
Teorie se stavěla do opozice proti obecně sdílenému přesvědčení, které se ve studiu migrace prosazovalo ve 20. a 30. letech 20. století, totiž, že přistěhovalec je pasivní subjekt, který se plně asimiluje s novým prostředím a zanevře na vztahy s původním domovem. Naproti tomu teorie transnacionální migrace pojímá přistěhovalce jako aktivní, jednající subjekt.
Vývoj teorií vztahujících se k transnacionální migraci lze rozdělit do tří vln. První vlnu charakterizuje zakladatelské nadšení a víra, že teorie vysvětlí celou řadu problémů. S kritikou přichází druhá vlna, která zdokonaluje předchozí koncepci a zároveň opouští antropologické pojetí a přesouvá se do „pojmosloví a interpretačních strategií politologie, historie a sociologie.“Třetí vlna se snaží o dialog mezi jednotlivými obory, které interpretují tuto teorii, nesnaží se však o vytvoření jednotné teorie.

## Transnacionální sítě
Transnacionální vztahy vytvářejí transnacionální sítě neboli rodinné či přátelské vztahy mezi imigranty a domácími. Tyto sociální sítě mají hlavní roli v procesu migrace, v začleňování se do nové společnosti a následném udržení se v ní. Mohou i nemusí být založeny na spřízněnosti, například sociální sítě imigrantů z Latinské Ameriky vzniklé v USA sahající za hranici rodinných vazeb.  Transnacionální sociální sítě jsou nezbytné při orientaci jedince v novém prostředí. K jejich udržování přispívají tzv. pseudo-příbuzenské vztahy, tedy vztahy často založené na darování, kdy se z cizích lidí díky procesu darování stávají blízcí.
Na transnacionální procesy a vazby je běžně nahlíženo jako na sociální, ekonomické, příbuzenské a osobní sítě přistěhovalců a jejich rodin, které propojují původní a nové domovy těchto lidí.  Nejsou to tedy pouze jednotlivci, kteří jsou součástí takovýchto sítí, ale především celé rodiny a skupiny přátel. 

## Příklady výzkumů
Fungováním teorie v praxi se zabývala řada odborníků, mezi nimi např. Roger Rouse, který zásadním způsobem zasáhl do vytváření teorie transnacionální migrace. Předmětem jeho výzkumu se stal pohyb přistěhovalců z mexického města Aguililla do Redwood City v Kalifornii. Z jeho zkoumání plyne, že migranti se uplatňovali především jako „vrátní, domovníci, umývači nádobí, zahradníci, uklízeči, opatrovatelky.“ Ekonomika v Aguilille se stala závislou na remitencích, které místní rodiny dostávaly od svých rodinných příslušníků pracujících v USA. Ti se většinou do svých domovin vraceli zpět ať už na návštěvy, či natrvalo. Udržování přes-hraničních vazeb mezi dvěma městy dokazuje teorii transnacionálních vazeb.
Katy Gardner se při pozorování migrace zaměřila na stěhování obyvatel z venkovské oblasti Sylhet v Bangladéši do Velké Británie a oblasti Perského zálivu. „Vypracovala teorii, podle které přistěhovalci nejsou pouhými loutkami podléhajícími vnějším tlakům, nýbrž jsou aktivně jednajícími aktéry.“ Existenci transnacionálních vazeb dokazuje fakt, že si lidé při výběru cílové země přednostně vybírali ty, v nichž mají příbuzné nebo známé, s nimiž udržovali transnacionální vztahy.